# Jos
Jos és una ciutat a la zona central de Nigèria, capital administrativa de l'estat de Plateau. Es troba en l'altiplà de Jos, a una altura d'uns 1.238 metres sobre el nivell del mar. Durant el règim colonial britànic va ser un important centre per a la mineria d'estany. Ha sofert violents enfrontaments religiosos entre la població musulmana i cristiana els anys 2001, 2008 i 2010.

## Història
Els primers habitants van ser els nigerians coneguts com a Nok (al voltant de 3000 aC), els quals eren artesans de tota l'àrea de Jos, que van desaparèixer misteriosament un mil·lenni més tard.
Segons l'historiador, Sen Luka Gwom Zangabadt, l'àrea coneguda avui dia com Jos va ser habitada per tribus aborígens que eren en la seva majoria agricultors i d'acord amb Billy J. Dudley, el colonialisme britànic va utilitzar el govern directes sobre les tribus en l'altiplà de Jos, ja que no estaven sota el control de l'emirat fulani on s'emprava el sistema de govern indirecte. Segons l'historiador Samuel N. Nwabara, l'Imperi Fulani posseïen la major part del nord de Nigèria, excepte la província de Plateau.
El descobriment d'estany per part dels britànics van portar a l'arribada d'altres tribus com els igbo, urhobo, i yoruba pel que Jos és una ciutat cosmopolita. D'acord amb el Llibre Blanc de la comissió de recerca sobre la crisi de 1994, Ames, l'administrador britànic durant l'època colonial, va dir que el nom original de Jos era Gwosh, que era un poble situat al lloc actual de la ciutat, d'acord amb Ames el mal pronunciament de Gwosh va donar com a resultat Jos, Una altra versió és que "Jos" era un acrònim de la paraula "Jasad" que significa Cos per distingir-la dels cims de les muntanyes ("Jas"), que va ser mal pronunciat pels britànics com "Jos", i que el poble de Gwash estava a 22 km a l'est de l'actual Jos. (Una etimologia alternativa és que "Jos" és un acrònim de Jesús, el nostre Salvador, establerta pels missioners.)
Jos va créixer ràpidament després que els britànics van descobrir grans dipòsits d'estany als voltants. L'estany i la columbita van ser explotades àmpliament a la zona fins a la dècada de 1960. Van ser transportats per ferrocarril tant a Port Harcourt com a Lagos a la costa. Jos sovint se la coneix com "Tin City". El 1967 va esdevenir capital de l'estat de Benue-Plateau, convertint-se a la capital del nou estat de Plateau el 1976.
Jos s'ha convertit en un important centre administratiu, comercial i turístic. Les mines d'estany han donat lloc a l'afluència d'immigrants, sobretot igbos, iorubas i europeus, que constitueixen més de la meitat de la població de Jos. Aquest "gresol "de raçes, etnicitat i religió fa de Jos una de les ciutats més cosmopolites de Nigèria. Per tal raó, l'estat de Plateau, a Nigèria es coneix com la "Casa de la pau i el turisme". Malgrat això, el 2001, la ciutat va ser testimoni de violents disturbis entre la població musulmana i cristiana en la qual diversos milers de persones van morir. En el 2004, l'ex governador de l'estat de Plateau, Joshua Dariye, va ser suspès per sis mesos per no controlar la violència. Al novembre de 2008, els enfrontaments entre cristians i musulmans es van cobrar la vida de gairebé 400 persones i van deixar molts ferits. Malgrat els enfrontaments entre les comunitats, els visitants se sorprenen de la quantitat d'activitats que es fan encara a la ciutat de manera comuna. Les despeses d'allotjament i de la terra segueixen pujant, el que demostra que la ciutat segueix sent una de les ciutats més desitjables a Nigèria, amb enfrontaments entre les comunitats o sense.

## Divisió administrativa
La ciutat està dividida en tres àrees: Jos North, Jos South i Jos East. Pròpiament la ciutat es troba entre Jos North i Jos South. A Jos hi ha el prestigiós Centre Nacional de Teledetecció. Jos North és la zona on la majoria de les activitats comercials de l'Estat es duen a terme encara que a causa dels recents enfrontaments una gran quantitat d'activitats comercials s'estan desplaçant a Jos South. A Jos South es troba la seu del Govern de l'Estat, és a dir la Casa de Govern, a Rayfield; això fa que Jos South sigui la capital de facto de l'estat de Plateau. A Jos South també estan situades prestigioses institucions com l'Institut Nacional de Polítiques i Estudis Estratègics (NIPSS), la més alta institució de titulació acadèmica a Nigèria, l'Institut de Recerca Nacional Veterinària, l'escola de policia, el col·legi de televisió NTA i la Corporació de Cinema de Nigèria. A Jos North està situada la Universitat de Jos i l'Hospital de la ciutat. L'ensenyament ha format una aglomeració a la ciutat de Bukuru per formar la ciutat de Jos-Bukuru.

## Geografia i clima
Amb una altitud d'1.217 metres sobre el nivell del mar, Jos gaudeix del clima més temperat que la major part de la resta de Nigèria (interval de temperatures mitjanes mensuals de 21 ° a 25 °C); a partir de mitjans de novembre a la fi de gener, les temperatures nocturnes solen caure a 11 graus centígrads. Hi ha presència de calamarsa durant la temporada de pluges a causa del clima fred d'altura. Aquestes temperatures fredes han fet que des de temps colonials fins als nostres dies, Jos sigui un lloc de vacances de turistes i expatriats amb seu a Nigèria. Situada gairebé al centre geogràfic de Nigèria i al voltant de 179 km d'Abuja, la capital del país, Jos està connectada per carretera, ferrocarril i aire amb la resta del país.

## Característiques
Els visitants de la ciutat troben en execució projectes de construcció massius de carreteres empresos pel govern estatal. La ciutat s'ha estès a Bukuru per formar la metròpolis Jos-Bukuru.
La ciutat és seu de la Universitat de Jos (fundada en 1975), la catedral Sant Lucas, un aeroport i l'estació de tren. Jos és atès per diversos hospitals universitaris incloent CEPAO l'Hospital Evangelista i l'Hospital Universitari de Jos (JUTH), un hospital de referència finançat pel Govern Federal.
El Museu Nacional de Jos, va ser fundada en 1952 per Bernard Fagg i va ser reconegut com un dels millors al país. Lamentablement, està en la ruïna pel poc suport econòmic, com la majoria dels establiments culturals a Nigèria. El Saló de la Ceràmica té una excepcional col·lecció de ceràmica finament elaborada. El museu compta amb alguns exemplars de caps de terracota Nok i artefactes que daten d'entre el 500 aC a 200 dC. També incorpora el Museu de l'Arquitectura Tradicional de Nigèria amb rèpliques de grandària natural d'una varietat d'edificis, com les parets de Kano i la Mesquita de Zaria.
Articles d'interès de l'època colonial en relació amb el ferrocarril i la mineria d'estany també es poden trobar en l'exhibició. Una escola en el Museu de Tècnics està adjunta al museu, creat amb l'ajuda de la UNESCO. El Museu de Jos també es troba al costat del zoològic.
Jos té dos camps de golf: el Rayfield i el Plateau, a més d'un club de pol, un estadi i altres esports i ofertes d'entreteniment. La Hillcrest School, també es troba en Jos. L'escola ha estat funcionant durant més de cinquanta anys (des de 1942) i conté una gran població d'estudiants internacionals. El Parc Natural Jos és un altre dels atractius. Cobreix aproximadament 8 quilòmetres quadrats d'arbustos de la sabana. Els visitants poden veure animals que van des dels lleons, pitons i hipopòtams pigmeus.
Hi ha empreses locals de processament d'aliments, fabricació de cervesa i la fabricació de cosmètics, sabó, cordes, sacs de jute, i mobles. La indústria pesant produeix ciment i asbest, pedres picades, acer laminat, i pneumàtics. Jos també és un centre per a la indústria de la construcció i té impremtes i editorials. La presa de Jos-Bukuru i l'embassament del riu Shen proporciona aigua per a les indústries de la ciutat.
L'aeroport de Jos està situat a Heipang, i té un dels edificis més moderns del país. Jos és una base ideal per explorar la bellesa de l'estat de Plateau. Els turons de Shere, a l'est de Jos, ofereixen una vista principal de la ciutat al seu peu. Assop Falls és una petita cascada que forma un lloc agradable per un dia de camp en el camí de Jos a Abuja. Riyom Rock és un lloc fotogènic de roques en equilibri, amb una semblança a un barret de pallasso, que es pot observar des de la carretera principal Jos-Akwanga.